# Gaio Stertinio Massimo
Gaio Stertinio Massimo (in latino: Gaius Stertinius Maximus; Hasta?, 19 a.C. circa – dopo il 30) è stato un magistrato e senatore romano, console dell'Impero romano.

## Biografia
Forse proveniente dalla colonia di Hasta nella Regio IX Liguria - dove in ogni caso aveva dei possedimenti -, Gaio Stertinio Massimo, figlio di Marco, era un homo novus, e la sua carriera ci è nota prevalentemente da testimonianze di tipo epigrafico.
Stertinio ricoprì la carica vigintivirale di Xvir stlitibus iudicandis, entrò in senato con la questura e, dopo aver ricoperto sicuramente il tribunato della plebe, la pretura e la prefettura dell'erario militare, e forse altre cariche perdute nelle lacune epigrafiche, raggiunse il consolato nel 23, sostituendo il nobile Gaio Antistio Vetere al fianco dell'altrettanto nobile Gaio Asinio Pollione per il secondo semestre dell'anno.
Sotto il suo consolato, oltre ad aver assistito alla morte di Druso minore - per il cui dolore i consoli si erano seduti in seggi comuni per poi essere riportati alla loro dignità da Tiberio, e per cui fu emanato un senatusconsultum che configurava una lunga serie di onori -, di Germanico Gemello e Lucilio Longo, rispettivamente figlio, nipote e caro amico di Tiberio, come anche alla rifioritura della casa di Germanico nella figura di Nerone Cesare, dovette svolgersi parte dell'attività diplomatica con la quale numerose città e isole greche richiesero la conferma del diritto di asilo per i propri templi e santuari. Sono sopravvissute, infatti, epigrafi che testimoniano l'erezione di statue nel tempio di Era a Samo in onore dell'attività dei due consoli Stertinio e Pollione come auctores del ius asyli per il tempio.
Inoltre, il nome del futuro medico di Claudio e importante notabile dell'isola di Cos, Gaio Stertinio Senofonte, attesta chiaramente che questi ricevette la cittadinanza romana su proposta di Stertinio. Questo ha portato la critica a proporre due ipotesi: da una parte, Senofonte potrebbe essere stato uno degli ambasciatori inviati per confermare il ius asyli del santuario di Asclepio di Cos, e aver quindi ricevuto la cittadinanza in occasione del vincente dibattito in senato; dall'altra parte, Stertinio potrebbe aver ricoperto un breve e altrimenti non attestato proconsolato in Asia, forse tra 40 e 41 in sostituzione di Gaio Cassio Longino, rimosso da Caligola.
Suo liberto, un tempo scriba librarius di Stertinio, fu Gaio Stertinio Orpice di Efeso, fondatore di una fondazione cittadina (altro elemento usato a favore di un suo proconsolato in Asia), mentre suo comes fu Vallio Siriaco, che fu in officio di Stertinio per dodici o quindici anni e che fu probabilmente accusato o ricevette testimonianze incriminanti da Stertinio in occasione della caduta del patrono Gaio Asinio Gallo nel 30. Dopo questa testimonianza, e in ogni caso dopo il suo ipotizzato proconsolato in Asia, Stertinio scompare dalla storia.